# Taraba
Taraba je stát ve východní části Nigérie. Má rozlohu 54 473 km² (třetí největší stát Nigérie). Podle odhadu z roku 2016 v něm žije okolo tří milionů obyvatel. Nejpočetnějšími etniky jsou Džukunové a Mabillové. Hlavním městem státu je Jalingo (118 000 obyvatel). Funkci guvernéra zastává Darius Ishaku (Lidovědemokratická strana Nigérie). Státním heslem je „Nature's Gift to the Nation“ („Dar přírody národu“).

## Historie
Stát vznikl v roce 1991 rozdělením státu Gongola na Adamawu a Tarabu. Byl pojmenován podle řeky Taraby, přítoku Benue.

## Přírodní podmínky
Taraba sousedí s Kamerunem a nigerijskými státy Nassarawa, Benue, Plateau, Bauchi, Gombe a Adamawa. Na jejím území převažuje lesnatá savana, nachází se zde vysočina Mambilla Plateau s nejvyšší nigerijskou horou Chappal Waddi (2419 m n. m.). Obyvatelé se živí převážně zemědělstvím: pěstuje se kasava, kukuřice, rýže, proso a podzemnice olejná, chová se hovězí dobytek a kozy.

## Administrativní členění
Stát je rozdělen na šestnáct správních oblastí:
- Ardo Kola
- Bali
- Donga
- Gashaka
- Gassol
- Ibi
- Jalingo
- Karim Lamido
- Kurmi
- Lau
- Sardauna
- Takum
- Ussa
- Wukari
- Yorro
- Zing